# Cleorodes impuncta
Cleorodes impuncta là một loài bướm đêm trong họ Geometridae.